# Joan Osborne
Joan Elizabeth Osborne (Anchorage, 1962. július 8. –) amerikai énekesnő, dalszerző és zenész, aki számos stílusban alkot, többek között pop, rock, soul, R&B, blues, valamint country műfajban is. Legismertebb slágere az 1995-ben megjelent "One of Us", Eric Bazilian szerzeménye, amely debütáló albumán, a Relish-en kapott helyet. Mind az album, mind a dal hatalmas siker lett, összesen hét Grammy-díj jelölést hozva az énekesnő számára, és az év kislemezének is jelölték.
Osborne több mint egy tucat albumot adott ki pályafutása során. Egy lánya van, aki 2004-ban született.

## Diszkográfia

### Stúdióalbumok
- Relish (1995)
- Early Recordings (1996)
- Righteous Love (2000)
- How Sweet It Is (2002)
- Christmas Means Love (2005)
- Pretty Little Stranger (2006)
- Breakfast in Bed (2007)
- Little Wild One (2008)
- Bring It On Home (2012)
- Love and Hate (2014)
- Songs of Bob Dylan (2017)
- Trouble and Strife (2020)
- Nobody Owns You (2023)